# Étoile de Bessèges 2019
L'Étoile de Bessèges 2019, 49a edició de l'Étoile de Bessèges, es disputà entre el 7 i el 10 de febrer de 2019 sobre un recorregut de 484,7 km repartits entre quatre etapes. La cursa formà part del calendari de l'UCI Europa Tour 2019, amb una categoria 2.1.
El vencedor final fou el francès Christophe Laporte (Cofidis), vencedor de dues etapes i de la classificació per punts. Tobias Ludvigsson i Jimmy Janssens completaren el podi.

## Equips
L'organització convidà a 21 equips a prendre part en aquesta cursa.
| WorldTeams (5)- AG2R La Mondiale - Groupama-FDJ - Lotto Soudal - Trek-Segafredo - EF Education First Equips continentals professionals (12)- Vital Concept-B&B Hotels - Delko-Marseille Provence - Direct Énergie - Cofidis, Solutions Crédits - Arkéa-Samsic - Wanty-Groupe Gobert - Wallonie Bruxelles - Sport Vlaanderen-Baloise - Gazprom-RusVelo - Euskadi Basque Country-Murias - Israel Cycling Academy - Corendon-Circus Equips continentals (5)- Saint Michel-Auber 93 - Natura4Ever-Roubaix Lille Métropole - Amore & Vita-Prodir - Sovac - Team Colpack |
| |

## Etapes
| Etapa    | Data      | Ciutats d'etapa                         | type                      | Distància (km) | Vencedor de l'etapa | Líder de la general |
| -------- | --------- | --------------------------------------- | ------------------------- | -------------- | ------------------- | ------------------- |
| 1a etapa | 7 de feb  | Bèlagarda – Bellcaire                   | etapa plana               | 162            | Bryan Coquard       | Bryan Coquard       |
| 2a etapa | 8 de feb  | Sent Ginièis de Malgoiriés – La Caumeta | etapa plana               | 154            | Christophe Laporte  | Christophe Laporte  |
| 3a etapa | 9 de feb  | Bessèja – Bessèja                       | etapa accidentada         | 158            | Marc Sarreau        | Christophe Laporte  |
| 4a etapa | 10 de feb | Alèst – Alèst                           | contrarellotge individual | 10,7           | Christophe Laporte  | Christophe Laporte  |

### Etapa 1
| \| Classificació de l'etapa \| Classificació de l'etapa \| Classificació de l'etapa \| Classificació de l'etapa \| Classificació de l'etapa \| \| Corredor \| Corredor \| Equip \| Temps \| \| \| ------------------------ \| ------------------------ \| ----------------------------------- \| ------------------------ \| ------------------------ \| \| 1r \| Bryan Coquard \| Vital Concept-B&B Hotels \| 3h 16' 42" \| \| \| 2n \| Sacha Modolo \| EF Education First \| + 0" \| \| \| 3r \| Pierre Barbier \| Natura4Ever-Roubaix Lille Métropole \| + 0" \| \| \| 4t \| Marc Sarreau \| Groupama-FDJ \| + 0" \| \| \| 5è \| Christophe Laporte \| Cofidis, Solutions Crédits \| + 0" \| \| \| 6è \| Tom Van Asbroeck \| Israel Cycling Academy \| + 0" \| \| \| 7è \| Kenny Dehaes \| Wallonie Bruxelles \| + 0" \| \| \| 8è \| Roy Jans \| Corendon-Circus \| + 0" \| \| \| 9è \| Clément Venturini \| AG2R La Mondiale \| + 0" \| \| \| 10è \| Amaury Capiot \| Sport Vlaanderen-Baloise \| + 0" \| \| |                    |                                     |            |
| |                    |                                     |            |
| Font: ProCyclingStats |                    |                                     |            |
| Classificació de l'etapa |                    |                                     |            |
| Corredor | Corredor           | Equip                               | Temps      |
| 1r | Bryan Coquard      | Vital Concept-B&B Hotels            | 3h 16' 42" |
| 2n | Sacha Modolo       | EF Education First                  | + 0"       |
| 3r | Pierre Barbier     | Natura4Ever-Roubaix Lille Métropole | + 0"       |
| 4t | Marc Sarreau       | Groupama-FDJ                        | + 0"       |
| 5è | Christophe Laporte | Cofidis, Solutions Crédits          | + 0"       |
| 6è | Tom Van Asbroeck   | Israel Cycling Academy              | + 0"       |
| 7è | Kenny Dehaes       | Wallonie Bruxelles                  | + 0"       |
| 8è | Roy Jans           | Corendon-Circus                     | + 0"       |
| 9è | Clément Venturini  | AG2R La Mondiale                    | + 0"       |
| 10è | Amaury Capiot      | Sport Vlaanderen-Baloise            | + 0"       |

| \| Classificació general \| Classificació general \| Classificació general \| Classificació general \| Classificació general \| \| Corredor \| Corredor \| Equip \| Temps \| \| \| --------------------- \| --------------------- \| ----------------------------------- \| --------------------- \| --------------------- \| \| 1r \| Bryan Coquard \| Vital Concept-B&B Hotels \| 3h 16' 32" \| \| \| 2n \| Sacha Modolo \| EF Education First \| + 4" \| \| \| 3r \| Pierre Barbier \| Natura4Ever-Roubaix Lille Métropole \| + 6" \| \| \| 4t \| Valentin Madouas \| Groupama-FDJ \| + 7" \| \| \| 5è \| Maxime Daniel \| Arkéa-Samsic \| + 8" \| \| \| 6è \| Julien Trarieux \| Delko Marseille Provence \| + 9" \| \| \| 7è \| Marc Sarreau \| Groupama-FDJ \| + 10" \| \| \| 8è \| Christophe Laporte \| Cofidis, Solutions Crédits \| + 10" \| \| \| 9è \| Tom Van Asbroeck \| Israel Cycling Academy \| + 10" \| \| \| 10è \| Kenny Dehaes \| Wallonie Bruxelles \| + 10" \| \| |                    |                                     |            |
| |                    |                                     |            |
| Font: ProCyclingStats |                    |                                     |            |
| Classificació general |                    |                                     |            |
| Corredor | Corredor           | Equip                               | Temps      |
| 1r | Bryan Coquard      | Vital Concept-B&B Hotels            | 3h 16' 32" |
| 2n | Sacha Modolo       | EF Education First                  | + 4"       |
| 3r | Pierre Barbier     | Natura4Ever-Roubaix Lille Métropole | + 6"       |
| 4t | Valentin Madouas   | Groupama-FDJ                        | + 7"       |
| 5è | Maxime Daniel      | Arkéa-Samsic                        | + 8"       |
| 6è | Julien Trarieux    | Delko Marseille Provence            | + 9"       |
| 7è | Marc Sarreau       | Groupama-FDJ                        | + 10"      |
| 8è | Christophe Laporte | Cofidis, Solutions Crédits          | + 10"      |
| 9è | Tom Van Asbroeck   | Israel Cycling Academy              | + 10"      |
| 10è | Kenny Dehaes       | Wallonie Bruxelles                  | + 10"      |

### Etapa 2
| \| Classificació de l'etapa \| Classificació de l'etapa \| Classificació de l'etapa \| Classificació de l'etapa \| Classificació de l'etapa \| \| Corredor \| Corredor \| Equip \| Temps \| \| \| ------------------------ \| ------------------------ \| ----------------------------------- \| ------------------------ \| ------------------------ \| \| 1r \| Christophe Laporte \| Cofidis, Solutions Crédits \| 3h 30' 59" \| \| \| 2n \| Clément Venturini \| AG2R La Mondiale \| + 0" \| \| \| 3r \| Enzo Wouters \| Lotto-Soudal \| + 0" \| \| \| 4t \| Niccolò Bonifazio \| Direct Énergie \| + 0" \| \| \| 5è \| Roy Jans \| Corendon-Circus \| + 0" \| \| \| 6è \| Pierre Barbier \| Natura4Ever-Roubaix Lille Métropole \| + 0" \| \| \| 7è \| Kenny Dehaes \| Wallonie Bruxelles \| + 0" \| \| \| 8è \| Bram Welten \| Arkéa-Samsic \| + 0" \| \| \| 9è \| August Jensen \| Israel Cycling Academy \| + 0" \| \| \| 10è \| Marc Sarreau \| Groupama-FDJ \| + 0" \| \| |                    |                                     |            |
| |                    |                                     |            |
| Font: ProCyclingStats |                    |                                     |            |
| Classificació de l'etapa |                    |                                     |            |
| Corredor | Corredor           | Equip                               | Temps      |
| 1r | Christophe Laporte | Cofidis, Solutions Crédits          | 3h 30' 59" |
| 2n | Clément Venturini  | AG2R La Mondiale                    | + 0"       |
| 3r | Enzo Wouters       | Lotto-Soudal                        | + 0"       |
| 4t | Niccolò Bonifazio  | Direct Énergie                      | + 0"       |
| 5è | Roy Jans           | Corendon-Circus                     | + 0"       |
| 6è | Pierre Barbier     | Natura4Ever-Roubaix Lille Métropole | + 0"       |
| 7è | Kenny Dehaes       | Wallonie Bruxelles                  | + 0"       |
| 8è | Bram Welten        | Arkéa-Samsic                        | + 0"       |
| 9è | August Jensen      | Israel Cycling Academy              | + 0"       |
| 10è | Marc Sarreau       | Groupama-FDJ                        | + 0"       |

| \| Classificació general \| Classificació general \| Classificació general \| Classificació general \| Classificació general \| \| Corredor \| Corredor \| Equip \| Temps \| \| \| --------------------- \| --------------------- \| ----------------------------------- \| --------------------- \| --------------------- \| \| 1r \| Christophe Laporte \| Cofidis, Solutions Crédits \| 6h 47' 31" \| \| \| 2n \| Bryan Coquard \| Vital Concept-B&B Hotels \| + 0" \| \| \| 3r \| Jérôme Cousin \| Direct Énergie \| + 3" \| \| \| 4t \| Clément Venturini \| AG2R La Mondiale \| + 4" \| \| \| 5è \| Sacha Modolo \| EF Education First \| + 4" \| \| \| 6è \| Pierre Barbier \| Natura4Ever-Roubaix Lille Métropole \| + 6" \| \| \| 7è \| Enzo Wouters \| Lotto-Soudal \| + 6" \| \| \| 8è \| Amaury Capiot \| Sport Vlaanderen-Baloise \| + 6" \| \| \| 9è \| Valentin Madouas \| Groupama-FDJ \| + 7" \| \| \| 10è \| Pierre-Luc Périchon \| Cofidis, Solutions Crédits \| + 7" \| \| |                     |                                     |            |
| |                     |                                     |            |
| Font: ProCyclingStats |                     |                                     |            |
| Classificació general |                     |                                     |            |
| Corredor | Corredor            | Equip                               | Temps      |
| 1r | Christophe Laporte  | Cofidis, Solutions Crédits          | 6h 47' 31" |
| 2n | Bryan Coquard       | Vital Concept-B&B Hotels            | + 0"       |
| 3r | Jérôme Cousin       | Direct Énergie                      | + 3"       |
| 4t | Clément Venturini   | AG2R La Mondiale                    | + 4"       |
| 5è | Sacha Modolo        | EF Education First                  | + 4"       |
| 6è | Pierre Barbier      | Natura4Ever-Roubaix Lille Métropole | + 6"       |
| 7è | Enzo Wouters        | Lotto-Soudal                        | + 6"       |
| 8è | Amaury Capiot       | Sport Vlaanderen-Baloise            | + 6"       |
| 9è | Valentin Madouas    | Groupama-FDJ                        | + 7"       |
| 10è | Pierre-Luc Périchon | Cofidis, Solutions Crédits          | + 7"       |

### Etapa 3
| \| Classificació de l'etapa \| Classificació de l'etapa \| Classificació de l'etapa \| Classificació de l'etapa \| Classificació de l'etapa \| \| Corredor \| Corredor \| Equip \| Temps \| \| \| ------------------------ \| ------------------------ \| ----------------------------- \| ------------------------ \| ------------------------ \| \| 1r \| Marc Sarreau \| Groupama-FDJ \| 3h 26' 31" \| \| \| 2n \| Christophe Laporte \| Cofidis, Solutions Crédits \| + 0" \| \| \| 3r \| Mikel Aristi Gardoki \| Euskadi Basque Country-Murias \| + 0" \| \| \| 4t \| Niccolò Bonifazio \| Direct Énergie \| + 0" \| \| \| 5è \| Bryan Coquard \| Vital Concept-B&B Hotels \| + 0" \| \| \| 6è \| Milan Menten \| Sport Vlaanderen-Baloise \| + 0" \| \| \| 7è \| Roy Jans \| Corendon-Circus \| + 0" \| \| \| 8è \| Clément Venturini \| AG2R La Mondiale \| + 0" \| \| \| 9è \| Baptiste Planckaert \| Wallonie Bruxelles \| + 0" \| \| \| 10è \| August Jensen \| Israel Cycling Academy \| + 0" \| \| |                      |                               |            |
| |                      |                               |            |
| Font: ProCyclingStats |                      |                               |            |
| Classificació de l'etapa |                      |                               |            |
| Corredor | Corredor             | Equip                         | Temps      |
| 1r | Marc Sarreau         | Groupama-FDJ                  | 3h 26' 31" |
| 2n | Christophe Laporte   | Cofidis, Solutions Crédits    | + 0"       |
| 3r | Mikel Aristi Gardoki | Euskadi Basque Country-Murias | + 0"       |
| 4t | Niccolò Bonifazio    | Direct Énergie                | + 0"       |
| 5è | Bryan Coquard        | Vital Concept-B&B Hotels      | + 0"       |
| 6è | Milan Menten         | Sport Vlaanderen-Baloise      | + 0"       |
| 7è | Roy Jans             | Corendon-Circus               | + 0"       |
| 8è | Clément Venturini    | AG2R La Mondiale              | + 0"       |
| 9è | Baptiste Planckaert  | Wallonie Bruxelles            | + 0"       |
| 10è | August Jensen        | Israel Cycling Academy        | + 0"       |

| \| Classificació general \| Classificació general \| Classificació general \| Classificació general \| Classificació general \| \| Corredor \| Corredor \| Equip \| Temps \| \| \| --------------------- \| --------------------- \| ----------------------------- \| --------------------- \| --------------------- \| \| 1r \| Christophe Laporte \| Cofidis, Solutions Crédits \| 10h 13' 56" \| \| \| 2n \| Bryan Coquard \| Vital Concept-B&B Hotels \| + 5" \| \| \| 3r \| Marc Sarreau \| Groupama-FDJ \| + 6" \| \| \| 4t \| Jérôme Cousin \| Direct Énergie \| + 9" \| \| \| 5è \| Clément Venturini \| AG2R La Mondiale \| + 10" \| \| \| 6è \| Mikel Aristi Gardoki \| Euskadi Basque Country-Murias \| + 12" \| \| \| 7è \| Amaury Capiot \| Sport Vlaanderen-Baloise \| + 12" \| \| \| 8è \| Valentin Madouas \| Groupama-FDJ \| + 13" \| \| \| 9è \| Anthony Turgis \| Direct Énergie \| + 13" \| \| \| 10è \| Yoann Paillot \| Saint Michel-Auber 93 \| + 13" \| \| |                      |                               |             |
| |                      |                               |             |
| Font: ProCyclingStats |                      |                               |             |
| Classificació general |                      |                               |             |
| Corredor | Corredor             | Equip                         | Temps       |
| 1r | Christophe Laporte   | Cofidis, Solutions Crédits    | 10h 13' 56" |
| 2n | Bryan Coquard        | Vital Concept-B&B Hotels      | + 5"        |
| 3r | Marc Sarreau         | Groupama-FDJ                  | + 6"        |
| 4t | Jérôme Cousin        | Direct Énergie                | + 9"        |
| 5è | Clément Venturini    | AG2R La Mondiale              | + 10"       |
| 6è | Mikel Aristi Gardoki | Euskadi Basque Country-Murias | + 12"       |
| 7è | Amaury Capiot        | Sport Vlaanderen-Baloise      | + 12"       |
| 8è | Valentin Madouas     | Groupama-FDJ                  | + 13"       |
| 9è | Anthony Turgis       | Direct Énergie                | + 13"       |
| 10è | Yoann Paillot        | Saint Michel-Auber 93         | + 13"       |

### Etapa 4
| \| Classificació de l'etapa \| Classificació de l'etapa \| Classificació de l'etapa \| Classificació de l'etapa \| Classificació de l'etapa \| \| Corredor \| Corredor \| Equip \| Temps \| \| \| ------------------------ \| ------------------------ \| -------------------------- \| ------------------------ \| ------------------------ \| \| 1r \| Christophe Laporte \| Cofidis, Solutions Crédits \| 15' 39" \| \| \| 2n \| Tobias Ludvigsson \| Groupama-FDJ \| + 0" \| \| \| 3r \| Jimmy Janssens \| Corendon-Circus \| + 13" \| \| \| 4t \| Bauke Mollema \| Trek-Segafredo \| + 13" \| \| \| 5è \| Sep Vanmarcke \| EF Education First \| + 18" \| \| \| 6è \| Sebastian Langeveld \| EF Education First \| + 20" \| \| \| 7è \| Yoann Paillot \| Saint Michel-Auber 93 \| + 23" \| \| \| 8è \| Fabio Felline \| Trek-Segafredo \| + 30" \| \| \| 9è \| Valentin Madouas \| Groupama-FDJ \| + 30" \| \| \| 10è \| Eliot Lietaer \| Wallonie Bruxelles \| + 32" \| \| |                     |                            |         |
| |                     |                            |         |
| Font: ProCyclingStats |                     |                            |         |
| Classificació de l'etapa |                     |                            |         |
| Corredor | Corredor            | Equip                      | Temps   |
| 1r | Christophe Laporte  | Cofidis, Solutions Crédits | 15' 39" |
| 2n | Tobias Ludvigsson   | Groupama-FDJ               | + 0"    |
| 3r | Jimmy Janssens      | Corendon-Circus            | + 13"   |
| 4t | Bauke Mollema       | Trek-Segafredo             | + 13"   |
| 5è | Sep Vanmarcke       | EF Education First         | + 18"   |
| 6è | Sebastian Langeveld | EF Education First         | + 20"   |
| 7è | Yoann Paillot       | Saint Michel-Auber 93      | + 23"   |
| 8è | Fabio Felline       | Trek-Segafredo             | + 30"   |
| 9è | Valentin Madouas    | Groupama-FDJ               | + 30"   |
| 10è | Eliot Lietaer       | Wallonie Bruxelles         | + 32"   |

## Classificació final
| \| Classificació general \| Classificació general \| Classificació general \| Classificació general \| Classificació general \| \| Corredor \| Corredor \| Equip \| Temps \| \| \| --------------------- \| --------------------- \| -------------------------- \| --------------------- \| --------------------- \| \| 1r \| Christophe Laporte \| Cofidis, Solutions Crédits \| 10h 29' 35" \| \| \| 2n \| Tobias Ludvigsson \| Groupama-FDJ \| + 16" \| \| \| 3r \| Jimmy Janssens \| Corendon-Circus \| + 29" \| \| \| 4t \| Bauke Mollema \| Trek-Segafredo \| + 29" \| \| \| 5è \| Sep Vanmarcke \| EF Education First \| + 34" \| \| \| 6è \| Yoann Paillot \| Saint Michel-Auber 93 \| + 36" \| \| \| 7è \| Sebastian Langeveld \| EF Education First \| + 36" \| \| \| 8è \| Valentin Madouas \| Groupama-FDJ \| + 43" \| \| \| 9è \| Fabio Felline \| Trek-Segafredo \| + 46" \| \| \| 10è \| Eliot Lietaer \| Wallonie Bruxelles \| + 48" \| \| \| 11è \| Jonathan Hivert \| Direct Énergie \| + 48" \| \| \| 12è \| Anthony Turgis \| Direct Énergie \| + 51" \| \| \| 13è \| Thibault Guernalec \| Arkéa-Samsic \| + 51" \| \| \| 14è \| Romain Seigle \| Groupama-FDJ \| + 51" \| \| \| 15è \| Marc Sarreau \| Groupama-FDJ \| + 53" \| \| |                     |                            |             |
| |                     |                            |             |
| Font: ProCyclingStats |                     |                            |             |
| Classificació general |                     |                            |             |
| Corredor | Corredor            | Equip                      | Temps       |
| 1r | Christophe Laporte  | Cofidis, Solutions Crédits | 10h 29' 35" |
| 2n | Tobias Ludvigsson   | Groupama-FDJ               | + 16"       |
| 3r | Jimmy Janssens      | Corendon-Circus            | + 29"       |
| 4t | Bauke Mollema       | Trek-Segafredo             | + 29"       |
| 5è | Sep Vanmarcke       | EF Education First         | + 34"       |
| 6è | Yoann Paillot       | Saint Michel-Auber 93      | + 36"       |
| 7è | Sebastian Langeveld | EF Education First         | + 36"       |
| 8è | Valentin Madouas    | Groupama-FDJ               | + 43"       |
| 9è | Fabio Felline       | Trek-Segafredo             | + 46"       |
| 10è | Eliot Lietaer       | Wallonie Bruxelles         | + 48"       |
| 11è | Jonathan Hivert     | Direct Énergie             | + 48"       |
| 12è | Anthony Turgis      | Direct Énergie             | + 51"       |
| 13è | Thibault Guernalec  | Arkéa-Samsic               | + 51"       |
| 14è | Romain Seigle       | Groupama-FDJ               | + 51"       |
| 15è | Marc Sarreau        | Groupama-FDJ               | + 53"       |

## Evolució de les classificacions
| Etapa                  | Vencedor               | Classificació general | Classificació de la muntanya | Classificació per punts | Classificació dels joves | Classificació per equips |
| ---------------------- | ---------------------- | --------------------- | ---------------------------- | ----------------------- | ------------------------ | ------------------------ |
| 1                      | Bryan Coquard          | Bryan Coquard         | Edward Planckaert            | Bryan Coquard           | Pierre Barbier           | Sport Vlaanderen-Baloise |
| 2                      | Christophe Laporte     | Christophe Laporte    | Amaury Capiot                | Christophe Laporte      | Pierre Barbier           | Sport Vlaanderen-Baloise |
| 3                      | Marc Sarreau           | Christophe Laporte    | Edward Planckaert            | Christophe Laporte      | Valentin Madouas         | Sport Vlaanderen-Baloise |
| 4                      | Christophe Laporte     | Christophe Laporte    | Edward Planckaert            | Christophe Laporte      | Valentin Madouas         | Groupama-FDJ             |
| Classificacions finals | Classificacions finals | Christophe Laporte    | Edward Planckaert            | Christophe Laporte      | Valentin Madouas         | Groupama-FDJ             |

## Llista de participants
| AG2R La Mondiale ALM | AG2R La Mondiale ALM    | AG2R La Mondiale ALM |
| -------------------- | ----------------------- | -------------------- |
| Núm                  | Ciclista                | Pos                  |
| 1                    | Alexandre Geniez (FRA)  |                      |
| 2                    | François Bidard (FRA)   |                      |
| 3                    | Axel Domont (FRA)       |                      |
| 4                    | Ben Gastauer (LUX)      |                      |
| 5                    | Clément Venturini (FRA) |                      |
| 6                    | Lawrence Warbasse (USA) |                      |
| 7                    | Quentin Jauregui (FRA)  |                      |

| Cofidis, Solutions Crédits COF | Cofidis, Solutions Crédits COF | Cofidis, Solutions Crédits COF |
| ------------------------------ | ------------------------------ | ------------------------------ |
| Núm                            | Ciclista                       | Pos                            |
| 11                             | Christophe Laporte (FRA)       | 1r                             |
| 12                             | Loïc Chetout (FRA)             |                                |
| 13                             | Marco Mathis (GER)             |                                |
| 14                             | Pierre-Luc Périchon (FRA)      |                                |
| 15                             | Geoffrey Soupe (FRA)           |                                |
| 16                             | Bert Van Lerberghe (BEL)       |                                |
| 17                             | Zico Waeytens (BEL)            |                                |

| Trek-Segafredo TFS | Trek-Segafredo TFS   | Trek-Segafredo TFS |
| ------------------ | -------------------- | ------------------ |
| Núm                | Ciclista             | Pos                |
| 21                 | Julien Bernard (FRA) |                    |
| 22                 | Fabio Felline (ITA)  |                    |
| 23                 | Alex Kirsch (LUX)    |                    |
| 24                 | Bauke Mollema (NED)  |                    |
| 25                 | Mads Pedersen (DEN)  |                    |
| 26                 | Jasper Stuyven (BEL) |                    |
| 27                 | Edward Theuns (BEL)  |                    |

| Groupama-FDJ GFC | Groupama-FDJ GFC        | Groupama-FDJ GFC |
| ---------------- | ----------------------- | ---------------- |
| Núm              | Ciclista                | Pos              |
| 31               | Bruno Armirail (FRA)    |                  |
| 32               | Valentin Madouas (FRA)  |                  |
| 33               | Tobias Ludvigsson (SWE) |                  |
| 34               | Marc Sarreau (FRA)      |                  |
| 35               | Mickaël Delage (FRA)    |                  |
| 36               | Antoine Duchesne (CAN)  |                  |
| 37               | Romain Seigle (FRA)     |                  |

| EF Education First EF1 | EF Education First EF1    | EF Education First EF1 |
| ---------------------- | ------------------------- | ---------------------- |
| Núm                    | Ciclista                  | Pos                    |
| 41                     | Sean Bennett (USA)        |                        |
| 42                     | Matti Breschel (DEN)      |                        |
| 43                     | Joe Dombrowski (USA)      |                        |
| 44                     | Sebastian Langeveld (NED) |                        |
| 45                     | Sacha Modolo (ITA)        |                        |
| 46                     | Julius van den Berg (NED) |                        |
| 47                     | Sep Vanmarcke (BEL)       |                        |

| Direct Énergie TDE | Direct Énergie TDE      | Direct Énergie TDE |
| ------------------ | ----------------------- | ------------------ |
| Núm                | Ciclista                | Pos                |
| 51                 | Niccolò Bonifazio (ITA) |                    |
| 52                 | Jérôme Cousin (FRA)     |                    |
| 53                 | Jonathan Hivert (FRA)   |                    |
| 54                 | Paul Ourselin (FRA)     |                    |
| 55                 | Alexandre Pichot (FRA)  |                    |
| 56                 | Angélo Tulik (FRA)      |                    |
| 57                 | Anthony Turgis (FRA)    |                    |

| Lotto-Soudal LTS | Lotto-Soudal LTS        | Lotto-Soudal LTS |
| ---------------- | ----------------------- | ---------------- |
| Núm              | Ciclista                | Pos              |
| 62               | Sander Armée (BEL)      |                  |
| 63               | Rémy Mertz (BEL)        |                  |
| 64               | Maxime Monfort (BEL)    |                  |
| 65               | Lawrence Naesen (BEL)   |                  |
| 66               | Brian van Goethem (NED) |                  |
| 67               | Enzo Wouters (BEL)      |                  |

| Vital Concept-B&B Hotels VCB | Vital Concept-B&B Hotels VCB | Vital Concept-B&B Hotels VCB |
| ---------------------------- | ---------------------------- | ---------------------------- |
| Núm                          | Ciclista                     | Pos                          |
| 71                           | Bryan Coquard (FRA)          |                              |
| 72                           | Julien Morice (FRA)          |                              |
| 73                           | Jonas Van Genechten (BEL)    |                              |
| 74                           | Cyril Gautier (FRA)          |                              |
| 75                           | Quentin Pacher (FRA)         |                              |
| 76                           | Kévin Réza (FRA)             |                              |
| 77                           | Pierre Rolland (FRA)         |                              |

| Sport Vlaanderen-Baloise SVB | Sport Vlaanderen-Baloise SVB | Sport Vlaanderen-Baloise SVB |
| ---------------------------- | ---------------------------- | ---------------------------- |
| Núm                          | Ciclista                     | Pos                          |
| 81                           | Amaury Capiot (BEL)          |                              |
| 82                           | Piet Allegaert (BEL)         |                              |
| 83                           | Benjamin Declercq (BEL)      |                              |
| 84                           | Edward Planckaert (BEL)      |                              |
| 85                           | Dries Van Gestel (BEL)       |                              |
| 86                           | Jordi Warlop (BEL)           |                              |
| 87                           | Milan Menten (BEL)           |                              |

| Delko Marseille Provence DMP | Delko Marseille Provence DMP   | Delko Marseille Provence DMP |
| ---------------------------- | ------------------------------ | ---------------------------- |
| Núm                          | Ciclista                       | Pos                          |
| 91                           | Romain Combaud (FRA)           |                              |
| 92                           | Eduard-Michael Grosu (ROU)     |                              |
| 93                           | Alexis Guérin (FRA)            |                              |
| 94                           | Przemysław Kasperkiewicz (POL) |                              |
| 95                           | Ramūnas Navardauskas (LTU)     |                              |
| 96                           | Evaldas Šiškevičius (LTU)      |                              |
| 97                           | Julien Trarieux (FRA)          |                              |

| Wallonie Bruxelles WVA | Wallonie Bruxelles WVA    | Wallonie Bruxelles WVA |
| ---------------------- | ------------------------- | ---------------------- |
| Núm                    | Ciclista                  | Pos                    |
| 101                    | Kenny Dehaes (BEL)        |                        |
| 102                    | Eliot Lietaer (BEL)       |                        |
| 103                    | Tom Wirtgen (LUX)         |                        |
| 104                    | Julien Mortier (BEL)      |                        |
| 105                    | Baptiste Planckaert (BEL) |                        |
| 106                    | Franklin Six (BEL)        |                        |
| 107                    | Lukas Spengler (SUI)      |                        |

| Arkéa-Samsic PCB | Arkéa-Samsic PCB         | Arkéa-Samsic PCB |
| ---------------- | ------------------------ | ---------------- |
| Núm              | Ciclista                 | Pos              |
| 111              | Brice Feillu (FRA)       |                  |
| 112              | Élie Gesbert (FRA)       |                  |
| 113              | Romain Hardy (FRA)       |                  |
| 114              | Kévin Ledanois (FRA)     |                  |
| 115              | Thibault Guernalec (FRA) |                  |
| 116              | Bram Welten (NED)        |                  |
| 117              | Maxime Daniel (FRA)      |                  |

| Wanty-Gobert WGG | Wanty-Gobert WGG           | Wanty-Gobert WGG |
| ---------------- | -------------------------- | ---------------- |
| Núm              | Ciclista                   | Pos              |
| 121              | Alfdan De Decker (BEL)     |                  |
| 122              | Aimé De Gendt (BEL)        |                  |
| 123              | Thomas Degand (BEL)        |                  |
| 124              | Tom Devriendt (BEL)        |                  |
| 125              | Loïc Vliegen (BEL)         |                  |
| 126              | Yoann Offredo (FRA)        |                  |
| 127              | Pieter Vanspeybrouck (BEL) |                  |

| Corendon-Circus COC | Corendon-Circus COC   | Corendon-Circus COC |
| ------------------- | --------------------- | ------------------- |
| Núm                 | Ciclista              | Pos                 |
| 131                 | Dries De Bondt (BEL)  |                     |
| 132                 | Stijn Devolder (BEL)  |                     |
| 133                 | Joeri Stallaert (BEL) |                     |
| 134                 | Roy Jans (BEL)        |                     |
| 135                 | Jimmy Janssens (BEL)  |                     |
| 136                 | Jonas Rickaert (BEL)  |                     |
| 137                 | Otto Vergaerde (BEL)  |                     |

| Gazprom-RusVelo GAZ | Gazprom-RusVelo GAZ    | Gazprom-RusVelo GAZ |
| ------------------- | ---------------------- | ------------------- |
| Núm                 | Ciclista               | Pos                 |
| 141                 | Artiom Nitx (RUS)      |                     |
| 142                 | Ígor Bóiev (RUS)       |                     |
| 143                 | Ievgueni Xalunov (RUS) |                     |
| 144                 | Ivan Rovni (RUS)       |                     |
| 145                 | Aleksandr Pórsev (RUS) |                     |
| 146                 | Stepan Kurianov (RUS)  |                     |
| 147                 | Anton Vorobiov (RUS)   |                     |

| Israel Cycling Academy ICA | Israel Cycling Academy ICA | Israel Cycling Academy ICA |
| -------------------------- | -------------------------- | -------------------------- |
| Núm                        | Ciclista                   | Pos                        |
| 151                        | Alexander Cataford (CAN)   |                            |
| 152                        | Zakkari Dempster (AUS)     |                            |
| 153                        | August Jensen (NOR)        |                            |
| 154                        | Guy Niv (ISR)              |                            |
| 155                        | Benjamin Perry (CAN)       |                            |
| 156                        | Kristian Sbaragli (ITA)    |                            |
| 157                        | Tom Van Asbroeck (BEL)     |                            |

| Saint Michel-Auber 93 AUB | Saint Michel-Auber 93 AUB | Saint Michel-Auber 93 AUB |
| ------------------------- | ------------------------- | ------------------------- |
| Núm                       | Ciclista                  | Pos                       |
| 161                       | Nicolas Baldo (FRA)       |                           |
| 162                       | Kévin Le Cunff (FRA)      |                           |
| 163                       | Alo Jakin (EST)           |                           |
| 164                       | Tony Hurel (FRA)          |                           |
| 165                       | Anthony Maldonado (FRA)   |                           |
| 166                       | Yoann Paillot (FRA)       |                           |
| 167                       | Morne van Niekerk (RSA)   |                           |

| Euskadi Basque Country-Murias EUS | Euskadi Basque Country-Murias EUS | Euskadi Basque Country-Murias EUS |
| --------------------------------- | --------------------------------- | --------------------------------- |
| Núm                               | Ciclista                          | Pos                               |
| 171                               | Aritz Bagües (ESP)                |                                   |
| 172                               | Mikel Aristi Gardoki (ESP)        |                                   |
| 173                               | Juan Antonio López-Cózar (ESP)    |                                   |
| 174                               | Sergio Rodríguez Reche (ESP)      |                                   |
| 175                               | Julen Irizar (ESP)                |                                   |
| 176                               | Ander Barrenetxea (ESP)           |                                   |
| 177                               | Urko Berrade (ESP)                |                                   |

| Amore & Vita-Prodir AMO | Amore & Vita-Prodir AMO   | Amore & Vita-Prodir AMO |
| ----------------------- | ------------------------- | ----------------------- |
| Núm                     | Ciclista                  | Pos                     |
| 181                     | Pierpaolo Ficara (ITA)    |                         |
| 182                     | Maxence Moncassin (FRA)   |                         |
| 183                     | Marco Bernardinetti (ITA) |                         |
| 184                     | Iltjan Nika (ALB)         |                         |
| 185                     | Danilo Celano (ITA)       |                         |
| 186                     | Viesturs Lukševics (LAT)  |                         |
| 187                     | Jan-André Freuler (SUI)   |                         |

| Natura4Ever-Roubaix Lille Métropole NRL | Natura4Ever-Roubaix Lille Métropole NRL | Natura4Ever-Roubaix Lille Métropole NRL |
| --------------------------------------- | --------------------------------------- | --------------------------------------- |
| Núm                                     | Ciclista                                | Pos                                     |
| 191                                     | Christophe Masson (FRA)                 |                                         |
| 192                                     | Pierre Barbier (FRA)                    |                                         |
| 193                                     | Tom Dernies (BEL)                       |                                         |
| 194                                     | Thomas Vaubourzeix (FRA)                |                                         |
| 195                                     | Emiel Vermeulen (BEL)                   |                                         |
| 196                                     | Pierre Idjouadiène (FRA)                |                                         |
| 197                                     | Samuel Leroux (FRA)                     |                                         |

| Team Colpack CPK | Team Colpack CPK      | Team Colpack CPK |
| ---------------- | --------------------- | ---------------- |
| Núm              | Ciclista              | Pos              |
| 201              | Paolo Baccio (ITA)    |                  |
| 202              | Alessandro Covi (ITA) |                  |
| 203              | Jalel Duranti (ITA)   |                  |
| 204              | Luca Colnaghi (ITA)   |                  |
| 206              | Andrea Toniatti (ITA) |                  |

| Sovac CCS | Sovac CCS                 | Sovac CCS |
| --------- | ------------------------- | --------- |
| Núm       | Ciclista                  | Pos       |
| 211       | Davide Rebellin (ITA)     | 63è       |
| 212       | Abderrahmane Hamza (ALG)  |           |
| 213       | Nassim Saidi (ALG)        |           |
| 214       | Boualem Belmoukhtar (ALG) |           |
| 215       | Laurent Évrard (BEL)      |           |
| 216       | Mohamed Bouzidi (ALG)     |           |

| AG2R La Mondiale ALM | AG2R La Mondiale ALM    | AG2R La Mondiale ALM |
| -------------------- | ----------------------- | -------------------- |
| Núm                  | Ciclista                | Pos                  |
| 1                    | Alexandre Geniez (FRA)  |                      |
| 2                    | François Bidard (FRA)   |                      |
| 3                    | Axel Domont (FRA)       |                      |
| 4                    | Ben Gastauer (LUX)      |                      |
| 5                    | Clément Venturini (FRA) |                      |
| 6                    | Lawrence Warbasse (USA) |                      |
| 7                    | Quentin Jauregui (FRA)  |                      |

| Cofidis, Solutions Crédits COF | Cofidis, Solutions Crédits COF | Cofidis, Solutions Crédits COF |
| ------------------------------ | ------------------------------ | ------------------------------ |
| Núm                            | Ciclista                       | Pos                            |
| 11                             | Christophe Laporte (FRA)       | 1r                             |
| 12                             | Loïc Chetout (FRA)             |                                |
| 13                             | Marco Mathis (GER)             |                                |
| 14                             | Pierre-Luc Périchon (FRA)      |                                |
| 15                             | Geoffrey Soupe (FRA)           |                                |
| 16                             | Bert Van Lerberghe (BEL)       |                                |
| 17                             | Zico Waeytens (BEL)            |                                |

| Trek-Segafredo TFS | Trek-Segafredo TFS   | Trek-Segafredo TFS |
| ------------------ | -------------------- | ------------------ |
| Núm                | Ciclista             | Pos                |
| 21                 | Julien Bernard (FRA) |                    |
| 22                 | Fabio Felline (ITA)  |                    |
| 23                 | Alex Kirsch (LUX)    |                    |
| 24                 | Bauke Mollema (NED)  |                    |
| 25                 | Mads Pedersen (DEN)  |                    |
| 26                 | Jasper Stuyven (BEL) |                    |
| 27                 | Edward Theuns (BEL)  |                    |

| Groupama-FDJ GFC | Groupama-FDJ GFC        | Groupama-FDJ GFC |
| ---------------- | ----------------------- | ---------------- |
| Núm              | Ciclista                | Pos              |
| 31               | Bruno Armirail (FRA)    |                  |
| 32               | Valentin Madouas (FRA)  |                  |
| 33               | Tobias Ludvigsson (SWE) |                  |
| 34               | Marc Sarreau (FRA)      |                  |
| 35               | Mickaël Delage (FRA)    |                  |
| 36               | Antoine Duchesne (CAN)  |                  |
| 37               | Romain Seigle (FRA)     |                  |

| EF Education First EF1 | EF Education First EF1    | EF Education First EF1 |
| ---------------------- | ------------------------- | ---------------------- |
| Núm                    | Ciclista                  | Pos                    |
| 41                     | Sean Bennett (USA)        |                        |
| 42                     | Matti Breschel (DEN)      |                        |
| 43                     | Joe Dombrowski (USA)      |                        |
| 44                     | Sebastian Langeveld (NED) |                        |
| 45                     | Sacha Modolo (ITA)        |                        |
| 46                     | Julius van den Berg (NED) |                        |
| 47                     | Sep Vanmarcke (BEL)       |                        |

| Direct Énergie TDE | Direct Énergie TDE      | Direct Énergie TDE |
| ------------------ | ----------------------- | ------------------ |
| Núm                | Ciclista                | Pos                |
| 51                 | Niccolò Bonifazio (ITA) |                    |
| 52                 | Jérôme Cousin (FRA)     |                    |
| 53                 | Jonathan Hivert (FRA)   |                    |
| 54                 | Paul Ourselin (FRA)     |                    |
| 55                 | Alexandre Pichot (FRA)  |                    |
| 56                 | Angélo Tulik (FRA)      |                    |
| 57                 | Anthony Turgis (FRA)    |                    |

| Lotto-Soudal LTS | Lotto-Soudal LTS        | Lotto-Soudal LTS |
| ---------------- | ----------------------- | ---------------- |
| Núm              | Ciclista                | Pos              |
| 62               | Sander Armée (BEL)      |                  |
| 63               | Rémy Mertz (BEL)        |                  |
| 64               | Maxime Monfort (BEL)    |                  |
| 65               | Lawrence Naesen (BEL)   |                  |
| 66               | Brian van Goethem (NED) |                  |
| 67               | Enzo Wouters (BEL)      |                  |

| Vital Concept-B&B Hotels VCB | Vital Concept-B&B Hotels VCB | Vital Concept-B&B Hotels VCB |
| ---------------------------- | ---------------------------- | ---------------------------- |
| Núm                          | Ciclista                     | Pos                          |
| 71                           | Bryan Coquard (FRA)          |                              |
| 72                           | Julien Morice (FRA)          |                              |
| 73                           | Jonas Van Genechten (BEL)    |                              |
| 74                           | Cyril Gautier (FRA)          |                              |
| 75                           | Quentin Pacher (FRA)         |                              |
| 76                           | Kévin Réza (FRA)             |                              |
| 77                           | Pierre Rolland (FRA)         |                              |

| Sport Vlaanderen-Baloise SVB | Sport Vlaanderen-Baloise SVB | Sport Vlaanderen-Baloise SVB |
| ---------------------------- | ---------------------------- | ---------------------------- |
| Núm                          | Ciclista                     | Pos                          |
| 81                           | Amaury Capiot (BEL)          |                              |
| 82                           | Piet Allegaert (BEL)         |                              |
| 83                           | Benjamin Declercq (BEL)      |                              |
| 84                           | Edward Planckaert (BEL)      |                              |
| 85                           | Dries Van Gestel (BEL)       |                              |
| 86                           | Jordi Warlop (BEL)           |                              |
| 87                           | Milan Menten (BEL)           |                              |

| Delko Marseille Provence DMP | Delko Marseille Provence DMP   | Delko Marseille Provence DMP |
| ---------------------------- | ------------------------------ | ---------------------------- |
| Núm                          | Ciclista                       | Pos                          |
| 91                           | Romain Combaud (FRA)           |                              |
| 92                           | Eduard-Michael Grosu (ROU)     |                              |
| 93                           | Alexis Guérin (FRA)            |                              |
| 94                           | Przemysław Kasperkiewicz (POL) |                              |
| 95                           | Ramūnas Navardauskas (LTU)     |                              |
| 96                           | Evaldas Šiškevičius (LTU)      |                              |
| 97                           | Julien Trarieux (FRA)          |                              |

| Wallonie Bruxelles WVA | Wallonie Bruxelles WVA    | Wallonie Bruxelles WVA |
| ---------------------- | ------------------------- | ---------------------- |
| Núm                    | Ciclista                  | Pos                    |
| 101                    | Kenny Dehaes (BEL)        |                        |
| 102                    | Eliot Lietaer (BEL)       |                        |
| 103                    | Tom Wirtgen (LUX)         |                        |
| 104                    | Julien Mortier (BEL)      |                        |
| 105                    | Baptiste Planckaert (BEL) |                        |
| 106                    | Franklin Six (BEL)        |                        |
| 107                    | Lukas Spengler (SUI)      |                        |

| Arkéa-Samsic PCB | Arkéa-Samsic PCB         | Arkéa-Samsic PCB |
| ---------------- | ------------------------ | ---------------- |
| Núm              | Ciclista                 | Pos              |
| 111              | Brice Feillu (FRA)       |                  |
| 112              | Élie Gesbert (FRA)       |                  |
| 113              | Romain Hardy (FRA)       |                  |
| 114              | Kévin Ledanois (FRA)     |                  |
| 115              | Thibault Guernalec (FRA) |                  |
| 116              | Bram Welten (NED)        |                  |
| 117              | Maxime Daniel (FRA)      |                  |

| Wanty-Gobert WGG | Wanty-Gobert WGG           | Wanty-Gobert WGG |
| ---------------- | -------------------------- | ---------------- |
| Núm              | Ciclista                   | Pos              |
| 121              | Alfdan De Decker (BEL)     |                  |
| 122              | Aimé De Gendt (BEL)        |                  |
| 123              | Thomas Degand (BEL)        |                  |
| 124              | Tom Devriendt (BEL)        |                  |
| 125              | Loïc Vliegen (BEL)         |                  |
| 126              | Yoann Offredo (FRA)        |                  |
| 127              | Pieter Vanspeybrouck (BEL) |                  |

| Corendon-Circus COC | Corendon-Circus COC   | Corendon-Circus COC |
| ------------------- | --------------------- | ------------------- |
| Núm                 | Ciclista              | Pos                 |
| 131                 | Dries De Bondt (BEL)  |                     |
| 132                 | Stijn Devolder (BEL)  |                     |
| 133                 | Joeri Stallaert (BEL) |                     |
| 134                 | Roy Jans (BEL)        |                     |
| 135                 | Jimmy Janssens (BEL)  |                     |
| 136                 | Jonas Rickaert (BEL)  |                     |
| 137                 | Otto Vergaerde (BEL)  |                     |

| Gazprom-RusVelo GAZ | Gazprom-RusVelo GAZ    | Gazprom-RusVelo GAZ |
| ------------------- | ---------------------- | ------------------- |
| Núm                 | Ciclista               | Pos                 |
| 141                 | Artiom Nitx (RUS)      |                     |
| 142                 | Ígor Bóiev (RUS)       |                     |
| 143                 | Ievgueni Xalunov (RUS) |                     |
| 144                 | Ivan Rovni (RUS)       |                     |
| 145                 | Aleksandr Pórsev (RUS) |                     |
| 146                 | Stepan Kurianov (RUS)  |                     |
| 147                 | Anton Vorobiov (RUS)   |                     |

| Israel Cycling Academy ICA | Israel Cycling Academy ICA | Israel Cycling Academy ICA |
| -------------------------- | -------------------------- | -------------------------- |
| Núm                        | Ciclista                   | Pos                        |
| 151                        | Alexander Cataford (CAN)   |                            |
| 152                        | Zakkari Dempster (AUS)     |                            |
| 153                        | August Jensen (NOR)        |                            |
| 154                        | Guy Niv (ISR)              |                            |
| 155                        | Benjamin Perry (CAN)       |                            |
| 156                        | Kristian Sbaragli (ITA)    |                            |
| 157                        | Tom Van Asbroeck (BEL)     |                            |

| Saint Michel-Auber 93 AUB | Saint Michel-Auber 93 AUB | Saint Michel-Auber 93 AUB |
| ------------------------- | ------------------------- | ------------------------- |
| Núm                       | Ciclista                  | Pos                       |
| 161                       | Nicolas Baldo (FRA)       |                           |
| 162                       | Kévin Le Cunff (FRA)      |                           |
| 163                       | Alo Jakin (EST)           |                           |
| 164                       | Tony Hurel (FRA)          |                           |
| 165                       | Anthony Maldonado (FRA)   |                           |
| 166                       | Yoann Paillot (FRA)       |                           |
| 167                       | Morne van Niekerk (RSA)   |                           |

| Euskadi Basque Country-Murias EUS | Euskadi Basque Country-Murias EUS | Euskadi Basque Country-Murias EUS |
| --------------------------------- | --------------------------------- | --------------------------------- |
| Núm                               | Ciclista                          | Pos                               |
| 171                               | Aritz Bagües (ESP)                |                                   |
| 172                               | Mikel Aristi Gardoki (ESP)        |                                   |
| 173                               | Juan Antonio López-Cózar (ESP)    |                                   |
| 174                               | Sergio Rodríguez Reche (ESP)      |                                   |
| 175                               | Julen Irizar (ESP)                |                                   |
| 176                               | Ander Barrenetxea (ESP)           |                                   |
| 177                               | Urko Berrade (ESP)                |                                   |

| Amore & Vita-Prodir AMO | Amore & Vita-Prodir AMO   | Amore & Vita-Prodir AMO |
| ----------------------- | ------------------------- | ----------------------- |
| Núm                     | Ciclista                  | Pos                     |
| 181                     | Pierpaolo Ficara (ITA)    |                         |
| 182                     | Maxence Moncassin (FRA)   |                         |
| 183                     | Marco Bernardinetti (ITA) |                         |
| 184                     | Iltjan Nika (ALB)         |                         |
| 185                     | Danilo Celano (ITA)       |                         |
| 186                     | Viesturs Lukševics (LAT)  |                         |
| 187                     | Jan-André Freuler (SUI)   |                         |

| Natura4Ever-Roubaix Lille Métropole NRL | Natura4Ever-Roubaix Lille Métropole NRL | Natura4Ever-Roubaix Lille Métropole NRL |
| --------------------------------------- | --------------------------------------- | --------------------------------------- |
| Núm                                     | Ciclista                                | Pos                                     |
| 191                                     | Christophe Masson (FRA)                 |                                         |
| 192                                     | Pierre Barbier (FRA)                    |                                         |
| 193                                     | Tom Dernies (BEL)                       |                                         |
| 194                                     | Thomas Vaubourzeix (FRA)                |                                         |
| 195                                     | Emiel Vermeulen (BEL)                   |                                         |
| 196                                     | Pierre Idjouadiène (FRA)                |                                         |
| 197                                     | Samuel Leroux (FRA)                     |                                         |

| Team Colpack CPK | Team Colpack CPK      | Team Colpack CPK |
| ---------------- | --------------------- | ---------------- |
| Núm              | Ciclista              | Pos              |
| 201              | Paolo Baccio (ITA)    |                  |
| 202              | Alessandro Covi (ITA) |                  |
| 203              | Jalel Duranti (ITA)   |                  |
| 204              | Luca Colnaghi (ITA)   |                  |
| 206              | Andrea Toniatti (ITA) |                  |

| Sovac CCS | Sovac CCS                 | Sovac CCS |
| --------- | ------------------------- | --------- |
| Núm       | Ciclista                  | Pos       |
| 211       | Davide Rebellin (ITA)     | 63è       |
| 212       | Abderrahmane Hamza (ALG)  |           |
| 213       | Nassim Saidi (ALG)        |           |
| 214       | Boualem Belmoukhtar (ALG) |           |
| 215       | Laurent Évrard (BEL)      |           |
| 216       | Mohamed Bouzidi (ALG)     |           |